# Джус Володимир
Володимир Джус, або Володимир Дзус (англ. William Dzus; 5 січня 1895, Чернихівці, Галичина, Австро-Угорщина — 19 червня 1964, Нью-Йорк) — український промисловець у США. Винахідник нового типу кріплення для використання в авіації, власник фабрики Dzus Fastener Co. Inc., і фабрик в Англії, Франції та Канаді; засновник і президент Українського Інституту Америки (УІА). На сьогоднішній день замок Дзус добре відомий авіаторам усього світу. Ім'я українського винахідника було закріплено за замком, який і зараз широко використовується в авіації всіх країн.

## Біографія
До 1930 року він разом з братом Федором та двома сестрами, Анною та Марією, емігрував до США. Батьки залишилися в рідному селі. Під час Першої світової війни емігранти з українських земель осідали, у тому числі, у Вест-Айсліпі, неподалік від Нью-Йорку.
Змолоду Володимир Дзус виявив незвичайний хист у технічних галузях і, хоч так і не одержав диплома з вищої освіти, зацікавився науковими досягненнями. Невипадково він звернув увагу на перспективну авіапромисловість, розвиток якої збуджував свідомість багатьох представників нової генерації винахідників. Він починає працювати над простим, але дуже важливим елементом вдосконалення механізму замка до технологічних люків і відкидних панелей літаків. Також необхідно було врахувати засіб протидії до вібрації та водночас поліпшити стерпність до високого рівню напруження. Володимир береться за рішення цієї проблеми. Йому вдається стати автором замка «Дзус», але запатентувати нове рішення виявилося значно складніше. Однак, Володимир Дзус виграв справу в суді й розпочав власний сімейний бізнес, розміщений спочатку в зовсім невеличкому гаражі.
Відкриття В. Дзуса з часом стає відомим. Це дозволяє йому в 1933 році збудувати підприємство «Дзус Фастенер Ко інк». Були відкриті сотні робочих місць, куди потягнулися вихідці з України. Підприємство ставало великим і прибутковим.
На перші вільні гроші почав створювати бібліотеки та школи, музей для української громади в Вест-Айсліпі, підтримувати професійну освіту задля потреб виробництва.
Авіаційна продукція В. Дзуса вийшла на експортний ринок до Європи в 1935 року. А вже у 1938 році були розміщені підприємства в Британії та Франції. Друга світова війна різко збільшила попит на замки Дзус. Вони стали встановлюватися практично на всі літаки, що випускалися країнами антигітлерівської коаліції, і потреба для них збільшилася до мільйонів штук на рік. Окрім того, Дзусові підприємства почали фінансувати роботу міжнародної організації Червоного Хреста.
Під час війни в Сполучених Штатах пройшов офіційний розгляд звинуваченням Володимира Дзуса в саботажі поставок для військової авіації. Він був повністю виправданий, а завдяки численним публікаціям в американській пресі про цей розгляд ім'я Дзуса стало широко відомо американській публіці.
У наші дні замки, які повсюдно мають назву Дзус (Dzus), є одними з найпоширеніших замків на пасажирських та військових літаках усього світу. Вони використовуються на технологічних лючках, кількість яких на літаку може обчислюватися сотнями.
Життя української діаспори на Заході постійно турбувало мецената. Мета зберегти історичне коріння, культуру рідного народу, мову та можливість чинити політичний вплив, переросла в конкретний план, який був втілений у реальність.
Відразу після завершення Другої світової війни, Володимир Дзус почав готувати відкриття більш значного українського центру, який об'єднав би всі напрямки наукових, культурних та інформаційних потреб закордонних українців, та був поширений на весь регіон Північної Америки. Так з'явився проект спеціалізованого інституту. Володимир Дзус звернувся до 20 відомих українських родин у США з пропозицією стати членами такої корпорації. Отримавши згоду, було утворено раду директорів, яка стала працювати в штаб-квартирі українського представництва Червоного Хреста.
3 травня 1948 року в штаті Нью-Йорк був зареєстрований Український Інститут Америки інк. (Ukrainian Institute of America, inc.), Володимир Дзус був обраний першим президентом. Спочатку офіс було відкрито так само у Вест-Айсліпі. Ця подія була сприйнята з великим ентузіазмом. У статуті інституту було чітко визначено: розповсюджувати, підтримувати і поширювати будь-які прояви української політичної і культурної діяльності шляхом влаштування та підтримки суспільних і професійних доповідей, наукових конференцій та симпозіумів; освітніх заходів; мистецьких виставок, концертів, театральних вистав, літературних вечорів; зміцнювати зв'язки з інтелектуальними колами американського світу для ознайомлення їх з історією, традиціями та сучасними проблемами українського народу в Україні і в діаспорі; сприяти у вихованні молодого покоління українських науковців, винахідників й інших творчих сил у формі стипендій; допомагати емігрантам призвичаюватись до умов американського життя.
У 1955 році Володимир Дзус провів плідні переговори з банкірами і надав фінансову дотацію на придбання одного з історичних будинків міста Нью-Йорку. То був справжній пам'ятковий палац, збудований в 1898 році видатним архітектором Чарльз Гілбертом (Charles P.H. Gilbert) у стилі еклектичного Ренесансу з готичними склепіннями, розташований на найкращий ділянці П'ятої авеню. Цей будинок слугував резиденцією визначним і заможнім американцям. Останнім його власником був Август ван Горн Стайвесант (Augustus Van Horn Stuyvesant), нащадок колишнього генерал-губернатора часів перших колоністів.
Змінивши свою адресу, Український Інститут Америки разом з іншими важливими установами як УВАН (Українська вільна академія наук), відділення славістики багатьох університетів, редакцій радіостанцій «Свободи» та «Голосу Америки», включився до політичного протистояння «холодної» війни, підвищував міжнародний авторитет України, яка залишалась під контролем комуністичного режиму.
Незважаючи на перенесення центру життя української громади до Нью-Йорку, Володимир Джус продовжував підтримку мешканців Вест-Айсліпу, поширював зв'язки між цими «куточками» України в Америці.
З огляду на діяльність Володимира Дзуса на посаді президента УІА варто згадати його найближчих помічників. Перші загальні збори відбулись 28 жовтня 1953 року, де було вибрано управу в складі: Володимир Дзус — президент; Платон Стасюк — заступник; Павло Чорнома — скарбник; Теодор Дзус (син В.Дж.) — заступник скарбника; Микола Кузьмович — секретар; Данель Кейн — заступник секретаря.
Український Інститут Америки (УІА) протягом десятиліть провів тисячі різних заходів та імпрез, у ньому працювали курси української мови, які були визнані американським коледжем, а також, курси англійської мови для новоприбулих іммігрантів, програми для дітей і таке інше.
До останніх днів брав активну участь у діяльності інституту та підприємства «Дзус Фастенер Ко інк». У 1964 році його не стало, але найкращим йому пам'ятником було продовження всіх напрямків започаткованої ним роботи на благо України.
З 1991 року УІА був визнаний усіма офіційними організаціями незалежної України. Він почав співпрацювати з українським представництвом ООН, генеральним консулатом України в Нью-Йорку, мерією міста.